# Mischa Rook
Mischa Rook (Dordrecht, 26 juni 1973) is een Nederlands oud-profvoetballer die hoofdzakelijk als middenvelder speelde. Hij kwam gedurende zijn actieve carrière uit voor Dordrecht ’90, Cambuur Leeuwarden, TOP Oss en Fortuna Sittard. Rook trad in september 2014 in dienst bij Willem II als commercieel manager.

## Voetballoopbaan
Rook speelde in de jeugd van Feyenoord. Hij debuteerde in 1993 in het betaald voetbal bij Dordrecht ’90, waar hij een basisplaats veroverde. De middenvelder, destijds nog in het bezit van een paardenstaart, combineerde zijn sportieve loopbaan met een HEAO-opleiding Sport, Economie en Communicatie in Tilburg. Zijn scriptie ging over de clubcard. Met Dordrecht ’90, het latere FC Dordrecht, promoveerde hij aan het einde van zijn debuutjaar naar de Eredivisie. Het bleef bij één jaar op het hoogste niveau. Degradatie volgde direct.
Vervolgens bleef Rook nog vier seizoenen voetballen aan De Krommedijk, om in 1999 te vertrekken. De destijds 26-jarige voetballer vertrok naar Cambuur Leeuwarden. In Friesland werd hij voor het eerst fullprof en had hij de mogelijkheid om zich enkel op het voetbal te richten. Via één jaar bij Fortuna Sittard kwam Rook in 2002 bij TOP Oss terecht. De club bood hem de kans om te voetballen en tegelijkertijd een commerciële functie te vervullen. Rook begon in Oss als commercieel manager en werd later directeur van de club. Hij verruilde TOP in september 2014 voor een functie als commercieel manager bij Willem II. Daarnaast werd hij in juli 2016 ook teammanager bij de Tilburgse club.